# Baranowo (Mazovië)
Baranowo is een dorp in het Poolse woiwodschap Mazovië, in het district Ostrołęcki. De plaats maakt deel uit van de gemeente Baranowo en telt 1250 inwoners.